# Trichoplusia scelionis
Trichoplusia scelionis là một loài bướm đêm trong họ Noctuidae.